# Riacho de Santana (Bahia)
Pour les articles homonymes, voir Riacho de Santana.
Riacho de Santana est une municipalité brésilienne de l'État de Bahia et la Microrégion de Guanambi.